# فدوی طوقان
فدوی طوقان (۱۹۱۷–۲۰۰۳)، نویسنده و شاعرِ فلسطینی، از مشهورترین چهره‌ها در ادبیاتِ پایداری به زبانِ عربی، در قرنِ بیستمِ میلادی، به شمار می‌رود. با سرودنِ اشعاری آمیخته به اندوهِ ناشی از اشغالِ اراضیِ فلسطینی، او جوانانِ میهنِ خویش را به مقاومت و مبارزه بر می‌انگیخت.

## زندگی
فدوی عبدالفتاح طوقان، به سالِ ۱۹۱۷، در شهرِ نابلس، در خانواده‌ای فرهیخته و مبارز، به دنیا آمد. پس از اتمامِ تحصیلاتِ ابتدایی، به مدرسهٔ انگلیسیِ نابلس رفت. در تمامِ این سال‌ها از آموزش هایِ برادرش، ابراهیم طوقان، که خود از نویسندگانِ مشهورِ فلسطین است، نیز برخوردار بود. در سالِ ۱۹۶۲ به دانشگاهِ آکسفوردِ انگلستان راه یافت و تا سالِ ۱۹۷۴ در آن کشور ماند، سپس به میهن خود بازگشت. او جوایزِ ادبیِ بسیاری را از آنِ خود کرده است. طوقان، در سالِ ۲۰۰۳ در موطنِ خود درگذشت و در همان‌جا به خاک سپرده شد. بر سنگِ مزارش یکی از مشهورترین سروده‌هایش را نگاشته‌اند:

مرا بسنده است که بر آن بمیرم و در آن مدفون گردم

در زیرِ خاکش، آب گشته، نابود شوم

و گیاهوار از خاکش برخیزم

و شکوفه‌ای باشم

برخاسته در دستِ کودکی که در وطنم به خواب رفته

مرا بسنده است که در آغوشِ سرزمینم بمانم

چونان خاک، گیاه، شکوفه

## مضامینِ شعری
مضمونِ اصلیِ اشعارِ فدوی طوقان، خاصه در دورانِ پختگیِ شعری، مقاومت و مبارزه است. او عشقِ به میهن را با احساساتِ زنانهٔ خود آمیخته است. گاه موطنِ دردمندِ خویش را به شکلِ مادری می‌بیند که رنجِ زاییدنِ نسلی مبارز را تحمل می‌کند، گاه او را زنی می‌یابد، که دور افتاده از معشوقِ اسطوره ایِ خود، در چنگالِ بیگانگان اسیر گشته است و اندوه می‌کشد. به همین دلیل، شعرِ فدوی طوقان، از دو منظرِ ادبِ پایداری و روحیاتِ زنگرایانه، موضوعِ مقالات و تحقیقاتی پُرشمار بوده است.

## آثار
از میانِ مجوعه هایِ شعرِ وی، می‌توان به کتاب هایِ زیر اشاره کرد:
- تنها من با روزها (۱۹۵۲)؛ قاهره
- یافتمش (۱۹۵۷)؛ بیروت
- در برابرِ درِ بسته (۱۹۶۸)؛ عکا
- شب و سوارکاران (۱۹۶۹)؛ بیروت
- بر ستیغِ دنیا، تنها (۱۹۷۳)؛ بیروت
- کابوسِ روز و شب (۱۹۷۴)؛ بیروت
- سروده هایِ سیاسی (۱۹۸۰)؛ عکا
- تموز و سرودی دیگر (۱۹۸۷)؛ اَمّان
- آوایِ واپسین (۲۰۰۰)؛ امان

برخی از آثارِ منثورِ وی عبارت اند از:
- برادرم، ابراهیم (۱۹۴۶)؛ یافا
- کوچِ کوهستانی؛ کوچِ دشوار (زندگی نامه) (۱۹۸۵)؛ اَمّان
- سخت‌ترین کوچ (زندگی نامه) (۱۹۹۳)؛ امّان